# Sceptor
Musical og show foreningen Sceptor blev grundlagt i Næstved i 1998, efter forestillingen Atlantis.

Atlantis var et projekt under Den Fri Ungdomsuddannelse opsat af Judy M. Jørgensen og efterfølgende blev Sceptor dannet for at samle deltagerne i nye projekter.

De første par år var Sceptor ikke en egentlig forening, men blot et samlingspunkt for musicalinteresserede i Næstved by. For få år tilbage blev Sceptor en forening med love og vedtægter.

Sceptor har opført

- 1998 Atlantis (Sammenfatning)
- 1998 Sceptor Juleshow
- 1999 Atlantis (Fuld version)
- 2000 Cremen af Næstved – Show koncert
- 2000 Rønnebæksholm show
- 2001 Cremen af Næstved – Show koncert
- 2002 Projekt Baz (Baz Luhrmanns 3 filme i musical version)
- 2003 Juleshow
- 2004 En magisk rejse (Disneyfilm mm.)
- 2005 Sceptors ultimative Show
- 2006 Atlantis
- 2007 Rent
- 2008 The Wiz
- 2008 Sceptors vinter variete
- 2009 En historie om kærlighed (Frit efter Moulin Rouge)
- 2010 Beat It (Baseret på Michael Jackson sange)
- 2011 Atlantis Gallakoncert
- 2011 All that jazz – Musical highlights
- 2012 Showtime
- 2013 - vinterferie: Showtime for børn
- 2013 Cremen af Næstved - Show koncert
- 2013 Cremen af Næstved - Be Love koncert
- 2014 Bourbon Room
- 2015 BAZ
- 2015 Visions
- 2016 Oh Horror
- 2016 Land of Confusion
- 2017 En Historie om kærlighed
- 2018 Atlantis

I 2005 startede Sceptor sit Show-akademi, der er en skole for børn og unge der ønsker at lære alt inden for musical og dans. Akademiet optager elever fra 6 år op til 18 år. Der undervises i sang og dans og sæsonen afsluttes med en årlig opsætning af en musical som de medvirkende selv har været med til at skrive.

Sceptor musical akademi samt Sceptor har også workshops, hvor kendte sangere og dansere kommer forbi og underviser. Her kan fx nævnes Johnny Jørgensen, Pernille Petterson, Fritz Wehner mm.
Mellem de store shows kan Sceptor opleves ved flere lejligheder med ”Cremen af Næstved” der er Sceptors showkor. Koret har i tidens løb optrådt ved Næstved festuge, i Næstved storcenter med julekoncerter osv.

Sceptor er også fast del af Nytårskoncerten i Næstved hallerne sammen med Næstved Byorkester, hvor 
de er såvel kor som solister sammen med professionelle sangere på scenen.

## Eksterne link
- www.sceptor.dk Arkiveret 7. marts 2008 hos  Wayback Machine

|  | Denne artikel om en bygning eller et bygningsværk kan blive bedre, hvis der indsættes et (bedre) billede. Du kan hjælpe ved at afsøge Wikimedia Commons for et passende billede eller lægge et op på Wikimedia Commons med en af de tilladte licenser og indsætte det i artiklen. |

|  | Denne artikel kan blive bedre, hvis der indsættes geografiske koordinater Denne artikel omhandler et emne, som har en geografisk lokation. Du kan hjælpe ved at indsætte koordinater i wikidata. |